# 小兔子哐哐
小兔子哐哐 （又名兔虎斗），是2011年中国大陆的一套送虎迎兔的FLASH平面動畫，属于哐哐哐系列，由北京互象動畫公司出品。导演王波。
由於內容諷刺時弊，有影射中国共产党、鼓動民眾造反之嫌，動畫在推出後不久遭到封殺。近年来，该动画在中国互联网上解封，在部分媒体上可正常观看。但由于画风血腥，或引起观者不适，其传播和展示仍受到限制。

## 影片
影片中一名叫做哐哐的男孩，阅读一本叫做“小兔子哐哐”的图画书。书中的兔子知足安乐的生活，不断受到恶霸老虎的破坏。首先是兔子们给孩子喂奶，没想到喝了“三虎牌奶粉”的兔宝宝，一个个中毒身亡。兔子悲恸地跑到“构建和谐森林”的集会上，想讨个公道，却发生火灾，台上的老虎们从容不迫地离去，台下无路可逃的兔子只能在火场内悲声尖叫：“别动！让领导先走！小兔子乖乖，把路儿让开，快点儿让开，领导要先出来！”
在火场外被城管毒打一顿的兔子回到家，却发现房屋已被强制拆迁，年迈的父亲更被老虎殴打拘留。正准备上访时，老婆竟被一辆拉风跑车撞死，一旁众兔上前理论，司机下车神气地说：“我爸是虎刚！”，然后扬长而去。最后眼见老父亲受尽凌虐死亡的兔子，终于气红了眼，聚集众多受压迫已久的兔子对抗老虎，一改之前轻松中带着无奈的音乐，以重金属乐风嘶吼：“小白兔，白又白，两颗门牙竖起来，不要逼我红了眼，急了我咬人也厉害！”
动画片最后，兔子们奋不顾身地打倒了老虎，却发现这一切只是小男孩哐哐的一场梦，图画书中，兔子仍旧过着和乐的生活。

## 牽涉事件
- 三鹿集團，2008年中國奶製品污染事件。
- 北京安元鼎，上访人员遭到拦截、殴打、非法拘禁。
- 克拉瑪依大火，領導先走。
- 強行拆樓，簡稱強拆，是一種在中國大陸时有发生的現象，在拆方與被拆方未有接觸或正在談判的時候，拆方先行將建築拆卸（或改建）的行為。
- 河北大學「10·16」交通肇事案，我爸是李剛。
- 钱云会事件

## 外部連結
- 多維新聞 - 諷刺中國時政的“兔虎斗”動画片遭封殺
- 自由時報 - 賀歲影片太寫實　小兔子匡匡被中國刪除（页面存档备份，存于）
- 加拿大星島日報 - 網絡諷刺卡通遭官方封殺[永久]
- 世界日報 - 賀歲動畫諷時弊…極速封殺[永久]
- 自由時報 - 導演：進步國家 該讓人抒發[永久]
- 德国之声中文网 - 小兔子哐哐»在中国大陆被封杀（页面存档备份，存于）
- 自由亚洲电台 - 《小兔子哐哐》系列动画片遭中国互联网删除（页面存档备份，存于）
- BBC中文网 - 网络讽刺动画片《小兔子哐哐》遭封杀（页面存档备份，存于）